# Jeffrey R. McDaniels

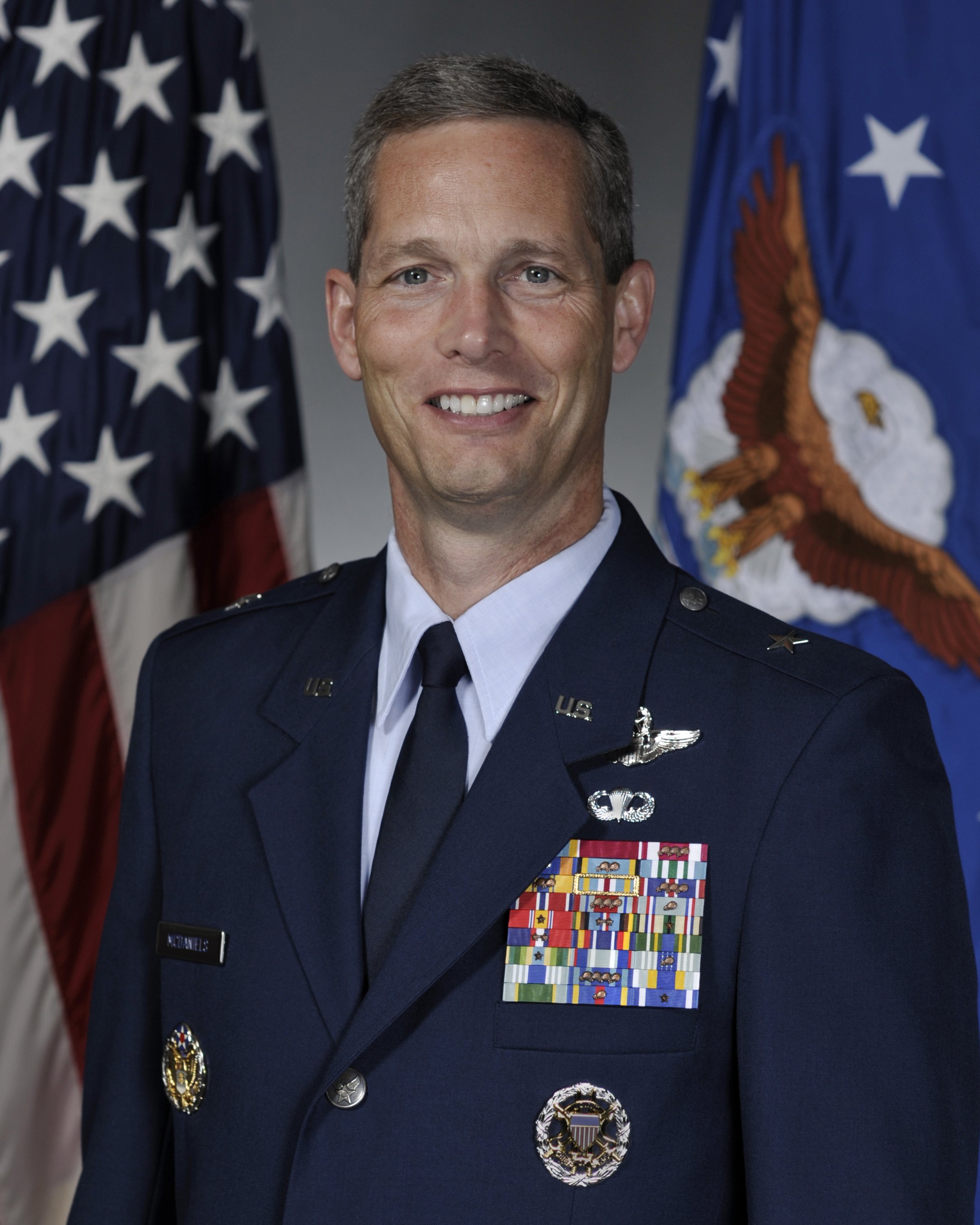
Jeffrey R. McDaniels (2011)

Jeffrey R. McDaniels (* um 1965) ist ein pensionierter Brigadegeneral der United States Air Force. Er kommandierte Luftwaffeneinheiten auf mehreren Ebenen bis hin zur 13. Expeditionsluftflotte.

## Leben
Im Jahr 1987 absolvierte er die United States Air Force Academy in Colorado Springs. Nach seiner Graduation wurde er als Leutnant in das Offizierskorps der Air Force aufgenommen. In der Folge durchlief er alle Offiziersgrade vom Leutnant bis zum Brigadegeneral.
Im Lauf seiner militärischen Karriere absolvierte er verschiedene Kurse und Schulungen. Dazu gehörten unter anderem eine Ausbildung zum Kampfpiloten und weitere Fortbildungskurse als Pilot neue Flugzeugtypen; die Squadron Officer School auf der Maxwell Air Force Base in Alabama; den Weapons Instructor Course auf der Nellis Air Force Base in Nevada; die Embry-Riddle Aeronautical University; das Air Command and Staff College, ebenfalls auf der Maxwell AFB; das National War College in Fort Lesley J. McNair in Washington, D.C.; den Joint Force Air Component Commander Course auf der Maxwell AFB und den Combined Force Maritime Component Commander Course auf der Hickham Air Force Base auf Hawaii. Außerdem erhielt er akademische Grade von der University of North Carolina at Chapel Hill der Harvard Kennedy School und der George Washington University.
In seinen frühen Jahren als Offizier der Luftwaffe war er an verschiedenen Stützpunkten in den Vereinigten Staaten stationiert. Dabei war er als Pilot, Flugausbilder, Waffenoffizier oder Stabsoffizier bei unterschiedlichen Einheiten tätig. Dazwischen absolvierte er die erwähnten Schulungen. Als Stabsoffizier war er unter anderem im Hauptquartier der Air Force tätig. Zwischen Oktober 1989 und Februar 1991 war er auf der Kunsan Air Base in Südkorea als Pilot und Flugausbilder stationiert.
Nach seiner Beförderung zum Oberst erhielt McDaniels im August 2005 auf der Cannon Air Force Base in New Mexico das Kommando über die 27th Operations Group. Diesen Posten bekleidete er bis zum Juni 2007. Danach gehörte er bis zum April 2009 dem Stab der Joint Chiefs of Staff in Washington, D.C. an. Es folgte eine Versetzung zur Laughlin Air Force Base in Texas. Dort kommandierte Jeffrey McDaniels zwischen April 2009 und Mai 2010 das 47. Ausbildungsgeschwader (47th Flying Training Wing).
Als Nächstes wurde er zum Stab des Hauptquartiers der Luftwaffe versetzt. In dessen Stabsabteilung für Operationen war er bis zum Mai 2012 in unterschiedlichen Funktionen tätig. Anschließend kehrte er zum Stab der Joint Chiefs of Staff zurück, wo er bis zum August 2013 in dessen Abteilung für Operationen arbeitete. Im August 2013 wurde er auf die Hickham AFB in Hawaii versetzt. Dort leitete er bis zu seiner Pensionierung im Juni 2015 die Abteilung für Cyberspace-Operationen (Director of Air and Cyberspace Operations) im Hauptquartier der Pacific Air Forces. In Personalunion kommandierte er während dieser Zeit auch die ebenfalls auf der Hickham AFB ansässige 13. Expeditionsluftflotte.
Während seiner aktiven Zeit als Militärpilot absolvierte er über 3700 Flugstunden auf verschiedenen Flugzeugtypen.

## Daten der Beförderungen
| Abzeichen | Rang               | Jahr           |
| --------- | ------------------ | -------------- |
|           | Second Lieutenant  | 27. Mai 1987   |
|           | First Lieutenant   | 27. Mai 1989   |
|           | Captain            | 27. Mai 1991   |
|           | Major              | 1. August 1998 |
|           | Lieutenant Colonel | 1. Mai 2001    |
|           | Colonel            | 1. August 2005 |
|           | Brigadier General  | 8. Juli 2011   |

## Orden und Auszeichnungen
Jeffrey McDaniels erhielt im Lauf seiner militärischen Laufbahn unter anderem folgende Auszeichnungen:
- Air Force Distinguished Service Medal
- Defense Superior Service Medal
- Legion of Merit
- Meritorious Service Medal
- Air Medal
- Aerial Achievement Medal
- Joint Service Commendation Medal
- Air Force Commendation Medal
- Combat Readiness Medal
- Antarctica Service Medal
- Armed Forces Expeditionary Medal
- Southwest Asia Service Medal
- Kosovo Campaign Medal
- Korean Defense Service Medal
- Nuclear Deterrence Operations Service Medal